# 尼马·阿拉米安
尼马·阿拉米安（波斯語：نیما عالمیان，1992年12月24日—），生于巴博勒，伊朗男子乒乓球运动员，曾获得2022年亚洲运动会男子双打和男子团体铜牌，他也曾参加2016年和2020年夏季奥林匹克运动会。